# Lausset
Der Lausset ist ein Fluss in Frankreich, der im Département Pyrénées-Atlantiques in der Region Nouvelle-Aquitaine verläuft. Er entspringt unter dem Namen Bacha Daretta im Gemeindegebiet von Sauguis-Saint-Étienne, ändert dann nochmals kurzzeitig seinen Namen auf Locé, entwässert in einem Bogen von Nordost über Nord nach Nordwest durch ein dünn besiedeltes Gebiet und mündet nach insgesamt rund 39 Kilometern im Gemeindegebiet von Araujuzon als linker Nebenfluss in den Gave d’Oloron.

## Orte am Fluss
(Reihenfolge in Fließrichtung)
- Roquiague
- L’Hôpital-Saint-Blaise
- Sus
- Araux
- Araujuzon